# Kanton Saint-Nazaire-Est
Der Kanton Saint-Nazaire-Est war von 1973 bis 2015 ein französischer Wahlkreis im Arrondissement Saint-Nazaire, im Département Loire-Atlantique und in der Region Pays de la Loire.
Der Kanton Saint-Nazaire-Est umfasste den Osten der Stadt Saint-Nazaire.